# Armement et matériel militaire

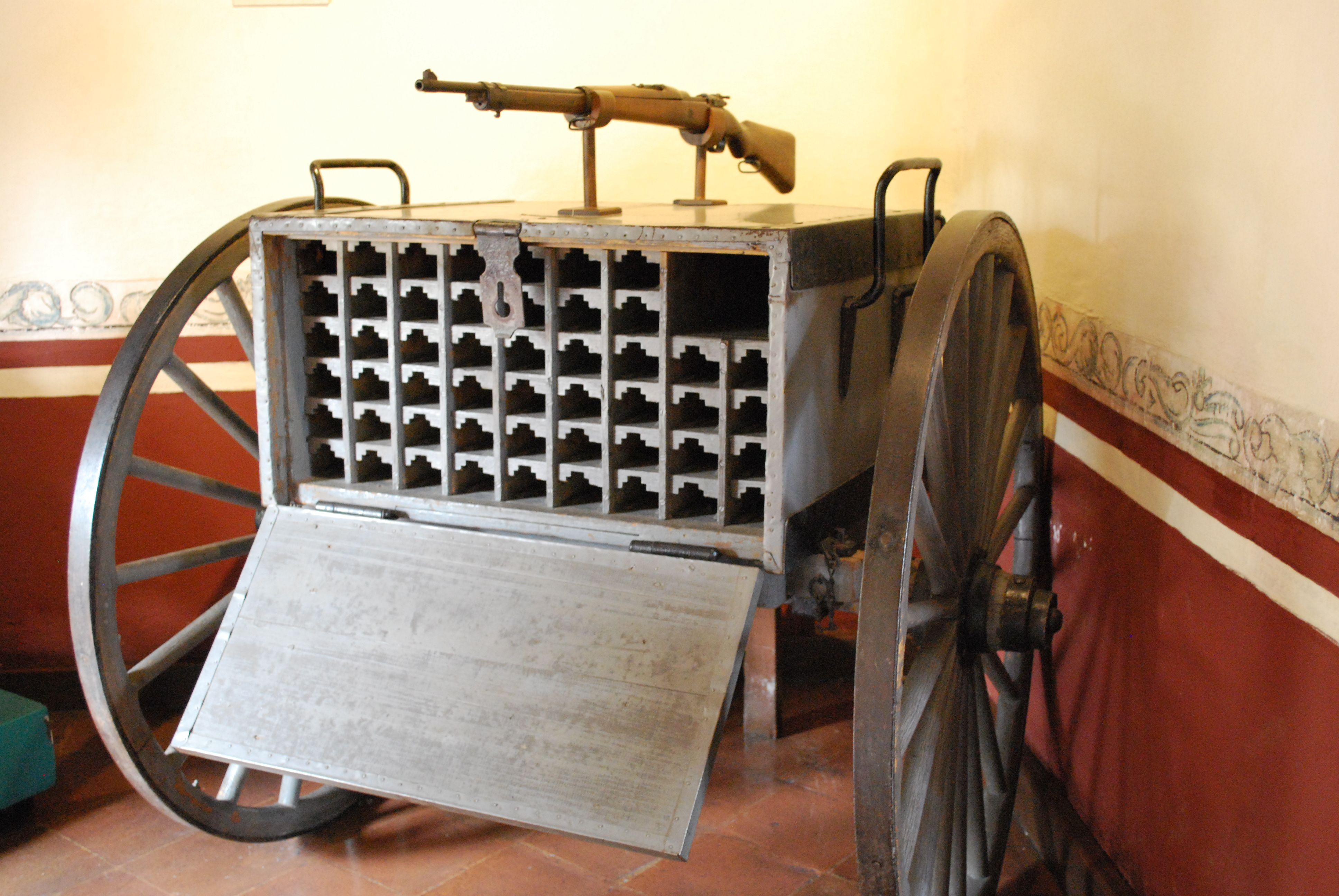
dépôt de munitions provenant de la salle sur la Révolution mexicaine du Musée national des Interventions (ancien monastère de Churubusco), situé dans l'arrondissement de Coyoacán à Mexico

 (mai 2006).
L'armement et le matériel militaire connurent d'énormes évolutions au cours du temps et furent probablement pendant longtemps l'un des moteurs principaux de l'innovation technologique de ces derniers siècles.

## Institutions
- Agence européenne de défense
- Direction générale de l'Armement
- Organisation Conjointe de Coopération en matière d'Armement (OCCAr)

## Véhicules
- Véhicules terrestres
- Avions militaires
- Bateaux de guerre